# La Chapelle-Réanville
La Chapelle-Réanville is een plaats en voormalige gemeente in het Franse departement Eure (regio Normandië) en telt 1019 inwoners (1999). De plaats maakt deel uit van het arrondissement Évreux. La Chapelle-Réanville is op 1 januari 2017 gefuseerd met de gemeenten Saint-Just en Saint-Pierre-d'Autils tot de gemeente La Chapelle-Longueville. 

## Geografie
De oppervlakte van La Chapelle-Réanville bedraagt 8,1 km², de bevolkingsdichtheid is 125,8 inwoners per km².
De onderstaande kaart toont de ligging van La Chapelle-Réanville met de belangrijkste infrastructuur en aangrenzende gemeenten.

## Demografie
Onderstaande figuur toont het verloop van het inwonertal (bron: INSEE-tellingen).